# Apristurus australis
Apristurus australis es una especie de peces de la familia Scyliorhinidae en el orden de los Carcharhiniformes.

## Morfología
Los machos pueden llegar alcanzar los 61,6 cm de longitud total.

## Reproducción
Es ovíparo.

## Hábitat
Es un pez marino de clima subtropical que vive entre 486 y 1035 m  de profundidad.

## Distribución geográfica
Se encuentra en Australia. 